# أسعد عبد العزيز الزهير
أسعد عبد العزيز الزهير (1348 هـ / 1929 م - 4 أبريل 2021)  طيار عسكري سعودي، وقائد سابق للقوات الجوية الملكية السعودية، وسفير سابق ولد بالمدينة المنورة.  أبتعث إلى لندن ومكث عدة سنوات حتى نجح وتخرج برتبة ملازم ثاني ورجع كضابط في قيادة الطائرات الحربية، وتدرج في الرتب العسكرية حتى أصبح برتبة فريق، عين قائدا لسلاح الطيران السعودي (1963 – 1966)، واصبح قائد القوات الجوية الملكية السعودية للفترة (1972 – 1979). أحيل على التقاعد بتاريخ 12 صفر 1400هـ، وعين بمرتبة سفير بوزارة الخارجية. شغل منصب سفير السعودية لدى باكستان.